# 黄都乡
黄都乡，是中华人民共和国四川省达州市达川区曾经下辖的一个乡。2019年12月，撤销黄都乡，将其所属行政区域划归万家镇管辖。

## 行政区划
黄都乡撤销前下辖以下地区：
街道社区、溜滩村、桥英村、堰塘湾村、双石桥村、铁炉沟村、五通村、方碑村、椅湾村、高坎子村、河湾村和双拱村。